# Chiesa del Buon Amore
La chiesa del Buon Amore o chiesa della Natività della Beata Vergine del Buon Amore a Ferrara è stata un luogo di culto eretto nel XVI secolo e demolito nel 1924. Si trovava in via Porta d'Amore.

## Storia
L'antica chiesa venne edificata attorno alla metà del XVI secolo e fu anche un oratorio. Le scelte del luogo per la sua costruzione e della dedicazione del tempio furono legate alla volontà di conservarvi la piccola immagine della Madonna (Madonna del Bastione) che si trovava sull'antica porta mentre si stava intervenendo sul manufatto che si trovava vicino al baluardo del Buon Amore.

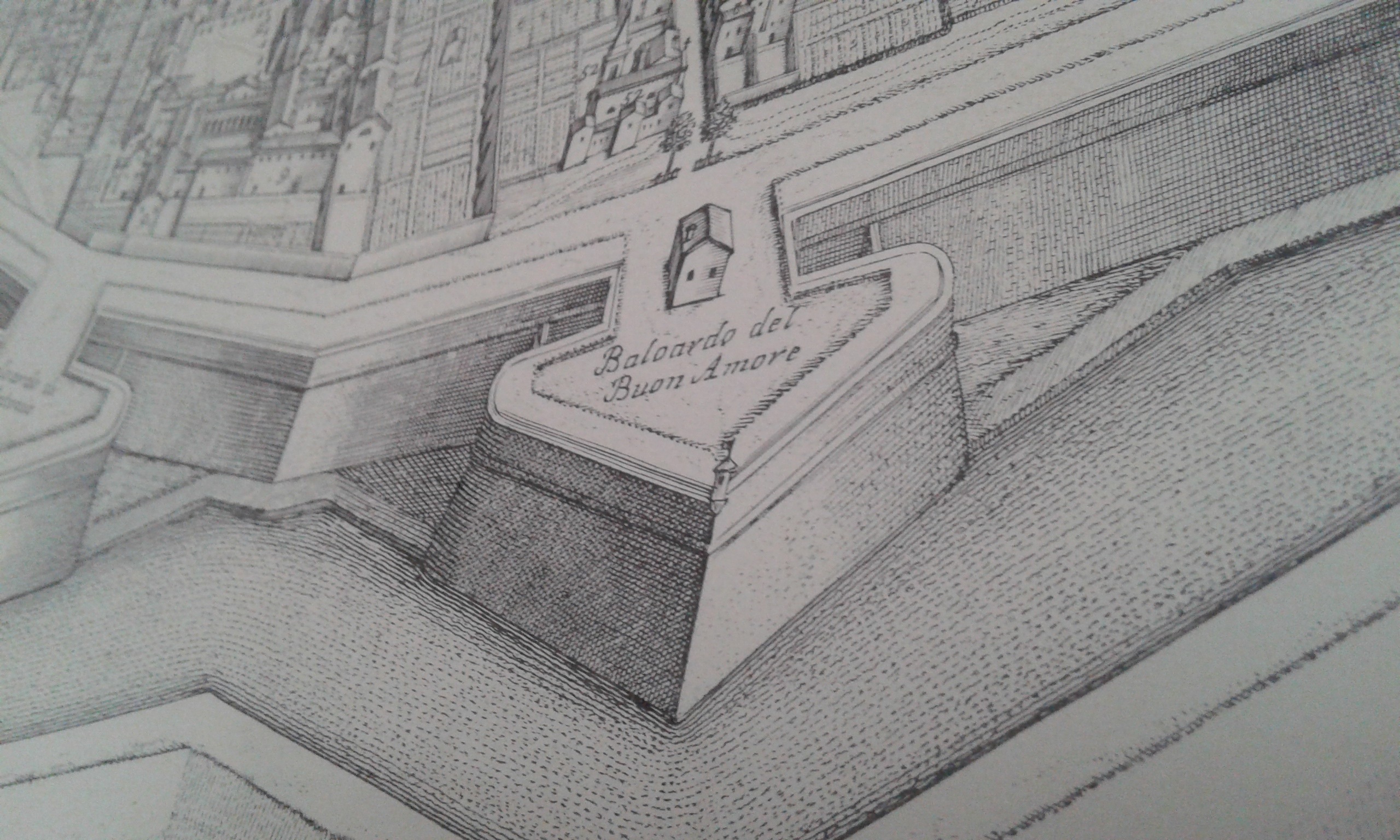
Il baluardo del Buon Amore nell'incisione di Andrea Bolzoni. Entro la cerchia delle mura è visibile la chiesa del Buon Amore.

Esternamente la chiesa non aveva particolari motivi di interesse mentre i suoi interni vennero decorati da artisti attivi a Ferrara in quel periodo, come Sebastiano Filippi (detto il Bastianino), Giuseppe Mazzuoli (detto Bastarolo) e Ippolito Scarsella (detto Scarsellino). 
Durante la prima guerra mondiale vennero sospese le funzioni religiose e, nel 1924 la chiesa fu demolita.

## Descrizione
Alla decorazione dei suoi ricchi interni contribuirono molti artisti e quando ne venne decisa la demolizione parte delle opere d'arte contenute vennero spostate in altri edifici religiosi. L'importante Madonna del Bastione fu trasferita nella vicina chiesa di Sant'Apollonia.
Vi erano conservati il quadro de l'Annunciazione attribuito a Leonardo Brescia, la Natività della Beata Maria Vergine attribuita allo Scarsellino, l'Annunziata, attribuita al Bastianino, la Madonna del Buon Amore con i santi Giorgio e Maurelio attribuita a Camillo Ricci e diverse altre opere.